# Lee Parkhill
Lee Parkhill, född 22 november 1988, är en kanadensisk seglare.
Parkhill tävlade för Kanada vid olympiska sommarspelen 2016 i Rio de Janeiro, där han slutade på 23:e plats i laser.